# هيسبيريديس
بنات المساء أو حارسات التفاح (باليونانية:Ἑσπερίδες) بحسب الأساطير الإغريقية هن حوريات أوكلت إليهن الإلهة هيرا حراسة حديقة التفاح الذهبي الشهيرة بحديقة بنات المساء الواقعة على الحافة الغربية من العالم والتي أهدتها إياها الأرض غايا بمناسبة زواجها من زيوس.
وبحسب الأساطير اليونانية القديمة، فقد اشتق اسم بنات المساء من الإلهة المجسدة هيسبيريس (المساء) التي تمثل ساعة المساء ووالدة الحوريات، فيما يمثل الإله الجبار أطلس والدهم،  ومنه لقبن بالأطلسيات.
وتختلف أسماء الحوريات باختلاف الروايات، لكن الأكثر شيوعًا هن إغلي وإريثي وهسبيري.

## نسبهم
اختلفت الروايات الأسطورية حول نسب الحوريات المسائية بين من نسبهم إلى:
- العلاقة بين هيسبيريس والإله الجبار أطلس.[3]
- العلاقة بين آلهة البحر كيتو وإله الأخطار المخفية فوركيس.[5]
- العلاقة بين مع آلهة نيكس وإله الظلام إيريبوس.[6]
- العلاقة بين مع آلهة القانون تيميس وأب الآلهة والبشر زيوس.[7]
- ولادتهن من ضلع الآلهة نيكس.[8]
- بنات الإله يوسفوروس حامل نور الفجر.[9]

## تاريخ

### أسطورة التفاح الذهبي

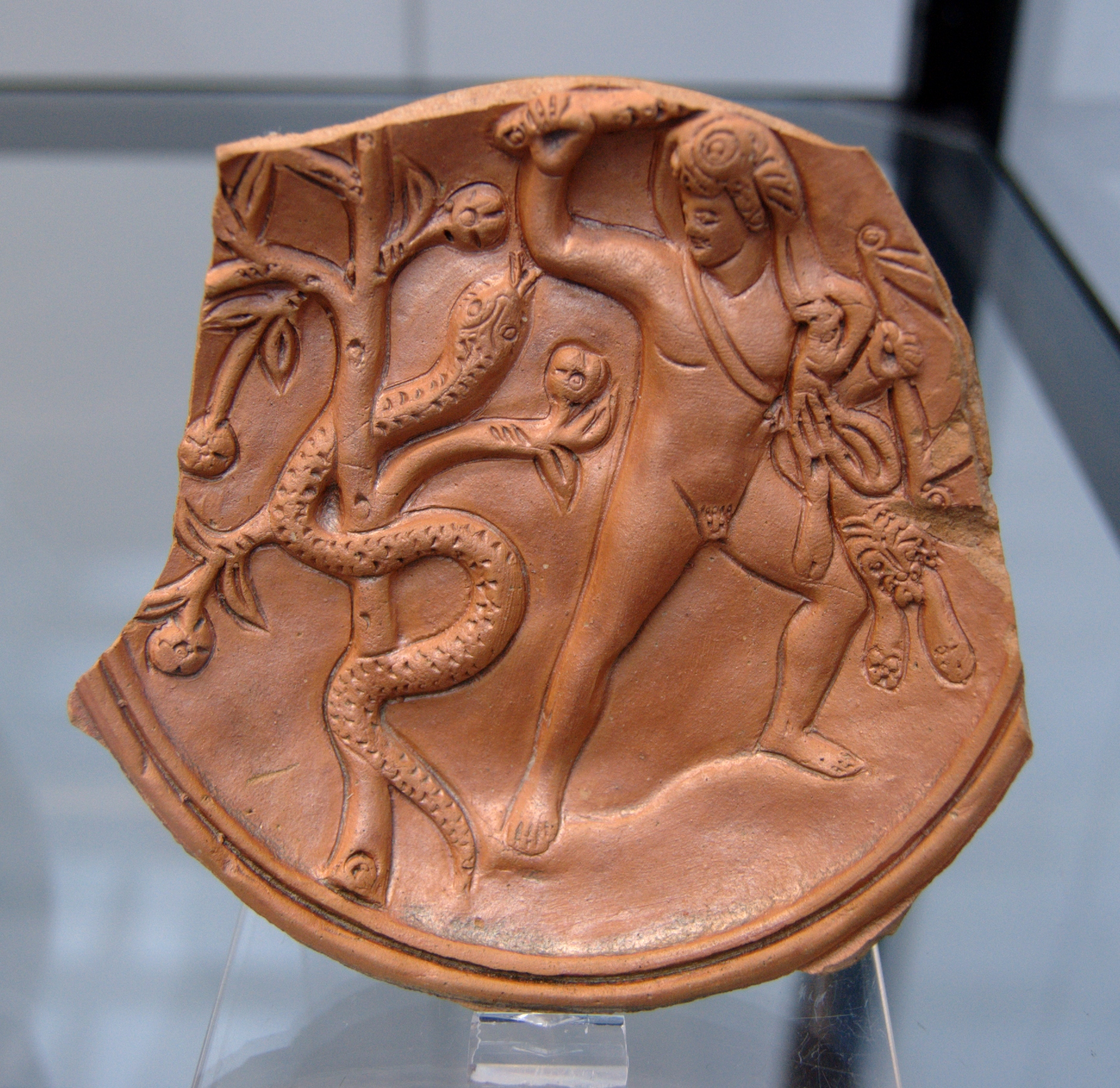
هرقل والوحش الأسطوري لادون.

جرى ذكر أسطورة حديقة بنات المساء خلال المهمة ما قبل الأخيرة من مهام توبة هرقل الاثني عشر حيث تقرر إرساله إلى حديقة سحرية بعيدة تقع على سفوح جبال الأطلس لإحضار التفاح الذهبي من الشجرة التي زرعتها الإلهة هيرا وأوكلت حراستها للحوريات بنات أطلس المعروفات ببنات المساء؛ قبل أن تكتشف هيرا سرقتهن للتفاح فتضع تنينا بمئة رأس يدعى لادون حول الشجرة لمنع الوصول إليها.
بعد العديد من المغامرات، حصل هرقل على بعض المعلومات من حكيم البحر نيريوس، لا سيما أن التفاح الذهبي ينمو في حديقة تقع في «الغرب الأقصى» حيث تعيش الحوريات المسائية. لكن المعلومات بقيت غامضة إلى حد ما بالنسبة لهرقل، ورغم ذلك اتجه هرقل إلى الأراضي الغربية التي زارها من قبل خلال رحلته إلى مملكة غيريون. بعد بضعة أيام من السفر وصل إلى منطقة تارتيسوس بالقرب من قادس في هسبانيا.
بحسب المؤرخين كان يُعتقد أن المقصود «بالتفاح الذهبي» يمكن أن يكون فاكهة البرتقال التي كانت مجهولة في أوروبا والبحر الأبيض المتوسط قبل العصور الوسطى. لذلك، كان الاسم النباتي اليوناني المختار لجميع أنواع الحمضيات هو ("hesperidoids") وحتى اليوم الكلمة اليونانية لفاكهة البرتقال هي (Portokáli) وفقًا لدولة البرتغال في شبه الجزيرة الإيبيرية بالقرب من المكان الذي تنمو فيه حديقة التفاح الذهبي.

## موقع حديقة بنات المساء

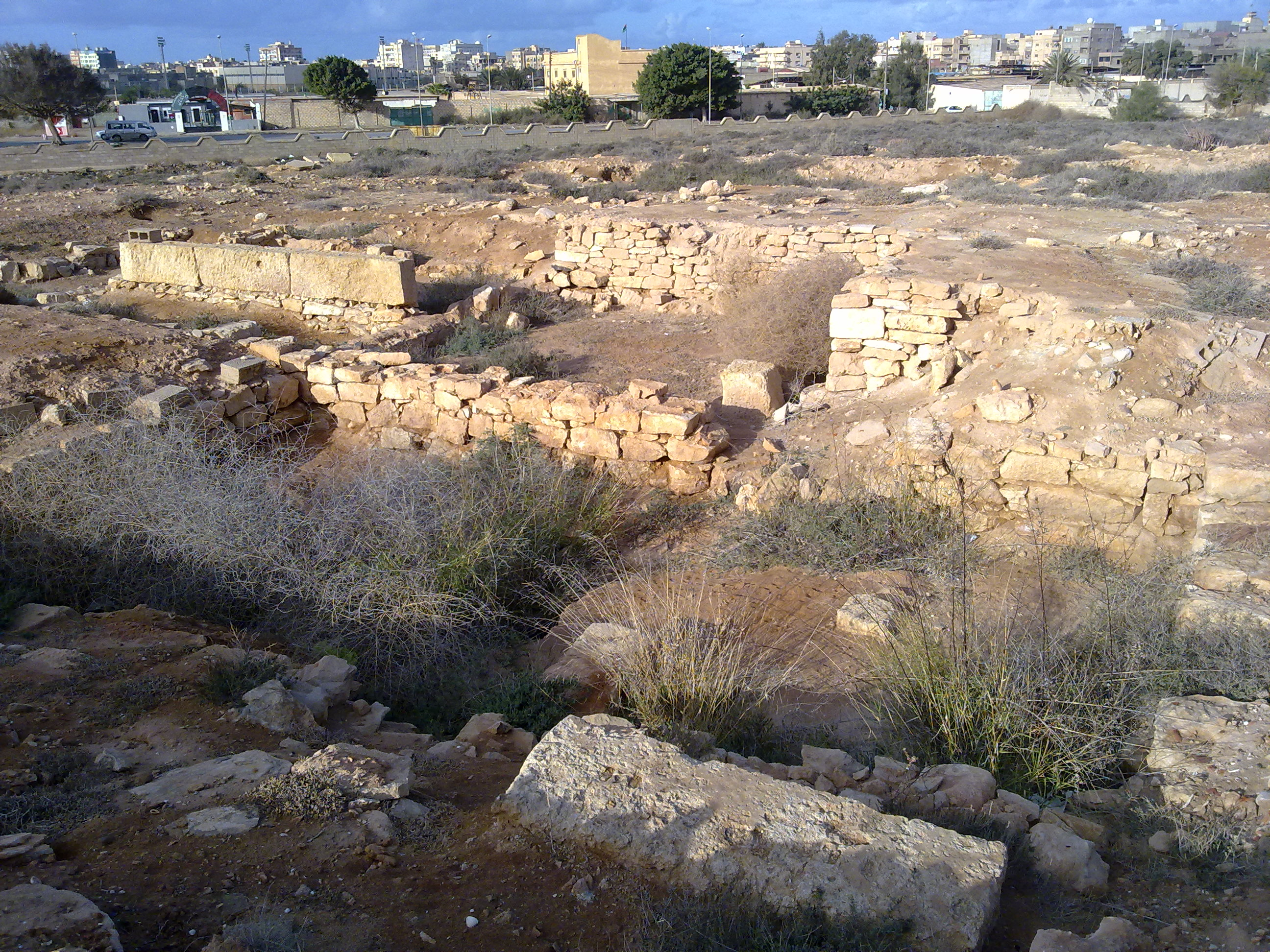
بقايا يوسبريديس بالزريريعية

بحسب الأسطورة فقد أهدتها الأرض إلى الآلهة هيرا بمناسبة زواجها من كبير الآلهة زيوس، إضافة لذلك فاسم هيسبيريدس في الميثولوجيا اليونانية يخص الحوريات اللائي لجئن إلى حديقة غناء في العالم المحظوظ في ليبيا القديمة.

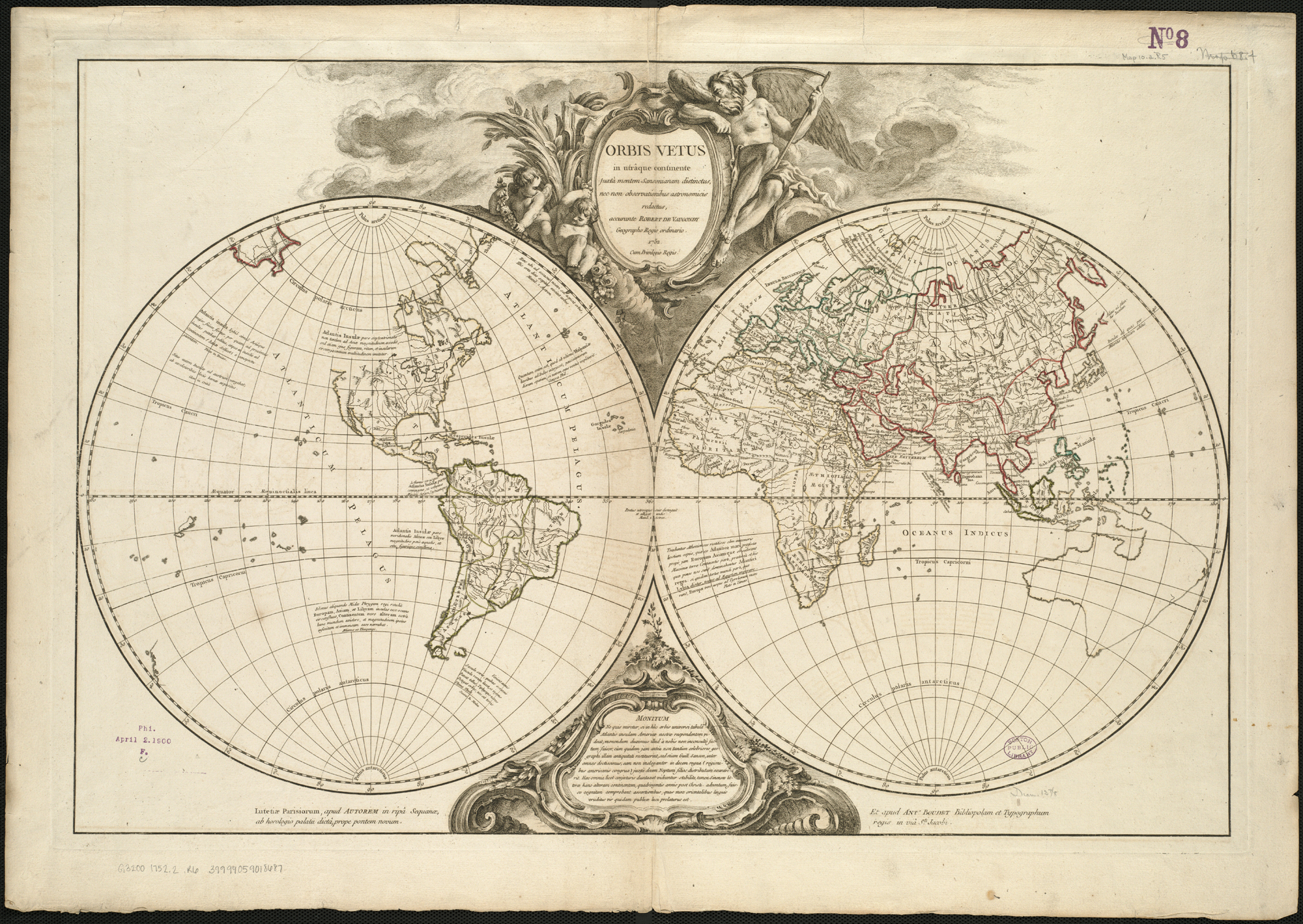
خريطة العالم لجيل روبرت دي فوغوندي (1752) تشير إلى جزر هيسبيريدس الواقعة في جزر الأنتيل.

تختلف المواقع الدقيقة لحديقة هيسبيريدس وفقًا للمصادر اليونانية، فكان الشاعر الإغريقي هسيودوس أول من حدد موقع هيسبيريديس لأول مرة في منطقة ضبابية وبعيدة في المحيط. بينما جاء ذكر الموقع في الزاوية الغربية البعيدة خلال مهام هرقل بالقرب من جبال الأطلس في شمال إفريقيا إبان بحثه عن التفاح الذهبي كموقع ثان. مما يحيل على موقعين، أحدهم باتجاه الشمال والآخر بالقرب من السواحل الأفريقية.
تميل بعض الفرضيات إلى اعتبار ليبيا الحالية (سواء خليج سرت أو بنغازي) موقعا لهيسبيريديس، وهي فرضية تتعارض مع النصوص والمخطوطات اليونانية القديمة التي تصف منطقة ما وراء البحار بناء على الجغرافيا الأسطورية إلى منطقة حوض البحر الأبيض المتوسط وحدها، وهو تفسير يتوافق مع المستعمرات اليونانية المنشأة أنذاك خلال برقة القديمة، حيث تحتفظ المصادر اللاتينية بموقع قبالة الشواطئ المحيطية لإسبانيا أو المغرب، بالقرب من مدينة ليكسوس، ·  بين طنجة والعرائش في المغرب وهو الموقع الذي شهد أيضا قتال هرقل ضد آنتايوس.
وفقًا لقصيدة الشاعر الغنائي اليوناني ستيسيكورس، والعالم الجغرافي اليوناني سترابو، في مجلده الثالث «جيوغرافيكا» تقع الحديقة في تارتيسوس في جنوب شبه الجزيرة الإيبيرية.